# Уилсон, Уильям

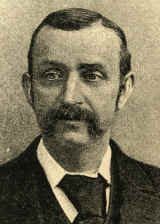
Уильям Уилсон

Уильям Уилсон (англ. William Wilson; 13 ноября 1844, Лондон — 1 июня 1912, Глазго) — шотландский журналист конца XIX века, также был тренером по плаванию. Сделал большой вклад в разработку научных методов спортивного плавания. В 1883 году Вильсон издал «The Swimming Instructor», одну из первых книг по плаванию, в которой изложил современные концепции эффективного плавания, тренировки, разворотов на ходу в конце плавательной дорожки и безопасности на воде.

## Вклад в плавание
- Описал и проиллюстрировал старт пловца и развороты в конце дорожки.
- Улучшил механику нескольких видов гребков.
- Разработал первый набор тренировок по спасанию на водах.
- Ввёл ряд упражнений для тренировок как на суше, так и в воде.
- Первый спортивный репортёр, специализировавшийся на плавании.
- Усовершенствовал дизайн плавательных бассейнов.

## Водное поло
В 1877 году Уилсон составил ряд правил для командной игры с мячом в воде, которую он назвал водным футболом. Первая игра состоялась между берегами реки Ди на фестивале Bon Accord в Абердине. Флаги были помещены на расстоянии 8-10 футов от берега, и игроки использовали мягкий шар из индийского каучука, называемого «пулу».
В 1885 году Ассоциация плавания Великобритании признала игру, называемую сейчас водным поло, и расширила свод правил Вильсона. Они в конечном счете послужили основой международных правил FINA, когда этот вид спорта распространился в Европе, Америке и Австралии.

## Спасение на водах
В 1891 году Уилсон опубликовал множество иллюстрированных газетных статей, посвящённых тренировкам спасателей, и назначил премии местным клубам плавания за мастерство в спасении на водах. Техники Вильсона обращались в виде руководства, и в признание его вклада Вильсон был избран первым президентом Королевского общества спасателей.